# Angel Station
Albums de Manfred Mann's Earth Band
Watch
(1978) Chance
(1981)
Singles
1. You Angel You
Sortie : 2 février 1979
2. Don't Kill It Carol
Sortie : 8 juin 1979

Angel Station est le neuvième album du groupe de rock progressif britannique Manfred Mann's Earth Band. Il sort le 9 mars 1979 sur le label Bronze Records et est produit par Anthony Moore et Manfred Mann.

## Historique
Avant de commencer le travail pour cet album, le groupe subit de nombreux changements, Chris Slade quitte le groupe et est remplacé par Geoff Britton (ex-Wings), le guitariste Dave Flett (parti pour faire une tournée avec Thin Lizzy) est remplacé par Steve Waller. Du groupe original ne reste plus que Manfred Mann comme membre fondateur.
Cet album est enregistré entre le mois d'août 1978 et le mois de janvier 1979 dans la maison de Noel Redding (Noel's House), Dunowen House à Clonakilty dans le Comté de Cork en Irlande et dans les studio The Workhouse à Londres.
D'après la note à l'arrière de la pochette du vinyle, il doit s'agir du dernier album de Chris Thompson avec l' Earth Band, Thompson voulant se lancer dans une carrière en solo : il reviendra cependant chanter avec le groupe dès l'album suivant Chance.
Cet album a un immense succès en Allemagne, se classant à la quatrième place des charts allemands et étant certifié disque d'or pour plus de 250 000 exemplaires vendus. Il a aussi du succès dans les autres pays germaniques (troisième en Suisse, sixième en Autriche) et dans les pays scandinaves (troisième en Norvège et sixième en Suède). Il se classe à la trentième place des charts britanniques et à la cent quarante-quatrième place du Billboard 200 aux États-Unis.

## Titres

### Face 1
| No | Titre               | Auteur                                         | Durée |
| -- | ------------------- | ---------------------------------------------- | ----- |
| 1. | Don't Kill It Carol | Mike Heron                                     | 6:15  |
| 2. | You Angel You       | Bob Dylan                                      | 4:00  |
| 3. | Hollywood Town      | Harriet Schock                                 | 5:10  |
| 4. | Belle of the Earth  | Manfred Mann                                   | 2:45  |
| 5. | Platform End        | Mann, O'Neill, King, Waller, Thompson, Britton | 1:35  |

### Face 2
| No | Titre                | Auteur                        | Durée |
| -- | -------------------- | ----------------------------- | ----- |
| 6. | Angels at My Gate    | Mann, Hirth Martinez, O'Neill | 4:50  |
| 7. | You Are - I am       | Mann                          | 5:10  |
| 8. | Waiting for the Rain | Billy Falcon                  | 6:15  |
| 9. | Resurrection         | Mann                          | 2:45  |

### Titres bonus de la réédition 1999
| No  | Titre                                | Auteur | Durée |
| --- | ------------------------------------ | ------ | ----- |
| 10. | Don't Kill It Carol (Single version) | Heron  | 3:58  |
| 11. | You Angel You (Single version)       | Dylan  | 3:46  |

## Musiciens
- Manfred Mann : orgue, piano, synthétiseurs, chœurs
- Chris Thompson : chant
- Steve Waller : guitares, chant
- Pat King : basse
- Geoff Britton : batterie, saxophone alto

### Musiciens additionnels
- Anthony Moore: guitare rythmique, synthétiseur
- Jimme O'Neill: guitare rythmique
- Dyane Birch: chœurs
- Graham Preskett: violon sur Waiting for the Rain
- Ann Kelly: chant sur You Are - I Am

## Classement et certification
| Pays        | Durée du classement | Meilleur classement |
| ----------- | ------------------- | ------------------- |
| Allemagne   | 57 semaines         | 4e                  |
| Autriche    | 28 semaines         | 6e                  |
| États-Unis  | 13 semaines         | 144e                |
| Norvège     | 21 semaines         | 3e                  |
| Pays-Bas    | 8 semaines          | 19e                 |
| Royaume-Uni | 8 semaines          | 30e                 |
| Suède       | 13 semaines         | 6e                  |
| Suisse      | 3 semaines          | 12e                 |

| Pays      | Certification | Ventes    | Date |
| --------- | ------------- | --------- | ---- |
| Allemagne | Or            | 250 000 + | 1980 |

Classement singles
| Année | Single              | Chart            | Durée du classement | Position |
| ----- | ------------------- | ---------------- | ------------------- | -------- |
| 1979  | You Angel You       | Hot 100          | 7 semaines          | 58e      |
| 1979  | You Angel You       | UK Singles Chart | 5 semaines          | 54e      |
| 1979  | Don't Kill It Carol | Single Top 100   | 12 semaines         | 23e      |
| 1979  | Don't Kill It Carol | UK Singles Chart | 4 semaines          | 45e      |